# Javier McFarlane
Javier Arturo McFarlane Olazabál (* 21. Oktober 1991 in Lima) ist ein peruanischer Hürdenläufer, der sich auf die 110-Meter-Distanz spezialisiert hat und gelegentlich im Weitsprung an den Start geht. Auch sein Bruder Jorge McFarlane ist als Leichtathlet aktiv.

## Sportliche Laufbahn
Erste internationale Erfahrungen sammelte Javier McFarlane im Jahr 2008, als er bei den Jugendsüdamerikameisterschaften in Lima mit 5772 Punkten die Goldmedaille im Achtkampf gewann und sich in 14,28 s die Bronzemedaille über 110 m Hürden sicherte. Anschließend belegte er bei den U23-Südamerikameisterschaften ebendort in 15,93 s den siebten Platz über 110 m Hürden und gewann mit der peruanischen 4-mal-100-Meter-Staffel in 42,77 s die Bronzemedaille hinter den Teams aus Brasilien und Chile. 2009 schied er bei den Südamerikameisterschaften in Lima mit 15,51 s im Vorlauf über die Hürden aus, belegte mit 7,09 m den fünften Platz im Weitsprung und klassierte sich auch mit der Staffel mit 42,11 s auf Platz fünf. Anschließend konnte er seinen Finallauf bei den Juniorensüdamerikameisterschaften in São Paulo nicht beenden und wurde mit 7,13 m Fünfter im Weitsprung. 2010 gewann er bei den U23-Südamerikameisterschaften, die im Zuge der Südamerikaspiele in Medellín ausgetragen wurden, in 14,29 s die Bronzemedaille über die Hürden und mit 7,62 m gewann er bei den U23-Südamerikameisterschaften die Bronzemedaille hinter seinem Bruder Jorge McFarlane und Jhamal Bowen aus Panama. Da Bowen aber nicht bei den Südamerikaspielen antrat, gewann er dort die Silbermedaille. Anschließend schied er bei den Juniorenweltmeisterschaften im kanadischen Moncton mit 14,10 s im Vorlauf über 110 m Hürden aus und verpasste mit 7,31 m den Finaleinzug im Weitsprung.
2011 nahm er an der Sommer-Universiade in Shenzhen teil und kam dort mit 14,71 s nicht über die erste Runde über die Hürden hinaus und scheiterte auch im Weitsprung mit 6,89 m in der Vorrunde. Anschließend startete er im Hürdensprint bei den Panamerikanischen Spielen in Guadalajara und schied dort mit 14,30 s im Vorlauf aus. Im Jahr darauf belegte er bei den U23-Südamerikameisterschaften in São Paulo in 14,60 s den vierten Platz über die Hürden und 2013 wurde er bei den Südamerikameisterschaften in Cartagena in 13,85 s Vierter und belegte mit 7,34 m den achten Platz im Weitsprung. Anschließend gewann er bei den Juegos Bolivarianos in Trujillo mit 7,63 m die Silbermedaille im Weitsprung hinter seinem Bruder Jorge McFarlane und im Hürdenlauf gewann er in 14,00 s die Bronzemedaille hinter Jorge McFarlane und Paulo Villar aus Kolumbien. Im Jahr darauf nahm er erneut an den Südamerikaspielen in Santiago de Chile teil und siegte dort in 13,77 s im Hürdensprint und belegte mit 7,62 m den vierten Platz im Weitsprung. Anschließend gewann er bei den Ibero-Amerikanischen Meisterschaften in São Paulo in 13,57 s die Silbermedaille über die Hürden hinter Jorge McFarlane und dann belegte er beim Panamerikanischen Sportfestival in Mexiko-Stadt in 13,68 s den vierten Platz über die Hürden und erreichte mit 7,28 m Rang neun im Weitsprung.
2015 gewann er bei den Südamerikameisterschaften in Lima in 14,00 s die Bronzemedaille im Hürdensprint hinter dem Brasilianer João Vítor de Oliveira und Bruder Jorge und anschließend startete er bei den Panamerikanischen Spielen in Toronto, bei denen er seinen Vorlauf nicht beenden konnte. Im Jahr darauf siegte er in 13,55 s bei den Ibero-Amerikanischen Meisterschaften in Rio de Janeiro und kurz darauf verbesserte er in Cali den Landesrekord auf 13,52 s und unterbot damit die Bestleistung seines Bruders um eine Hundertstelsekunde. 2017 gewann er dann in 13,76 s die Bronzemedaille bei den Südamerikameisterschaften in Luque hinter den Brasilianern Eduardo de Deus und Éder Souza. Anschließend siegte er in 13,72 s bei den Juegos Bolivarianos in Santa Marta. 2018 schied er bei den Hallenweltmeisterschaften in Birmingham mit 8,00 s in der ersten Runde über 60 m Hürden aus. Anschließend belegte er bei den Südamerikaspielen in Cochabamba in 13,75 s den fünften Platz und gewann dann in 14,04 s die Silbermedaille bei den Ibero-Amerikanischen Meisterschaften in Trujillo hinter dem Brasilianer Gabriel Constantino.
2019 belegte er bei den Südamerikameisterschaften in Lima in 14,44 s den sechsten Platz und anschließend schied er bei den Panamerikanischen Spielen ebendort mit 14,20 s in der ersten Runde aus. 2021 wurde er bei den Südamerikameisterschaften in Guayaquil in 14,19 s erneut Sechster.
2010 wurde McFarlane peruanischer Meister im 400-Meter-Hürdenlauf sowie im Dreisprung und 2011 siegte er im Weitsprung.

## Persönliche Bestleistungen
- 110 m Hürden: 13,52 s (0,0 m/s), 26. Juni 2016 in Cali
  - 60 m Hürden (Halle): 8,00 s, 3. März 2018 in Birmingham
- 400 m Hürden: 54,33 s, 16. Mai 2015 in Lima
- Weitsprung: 7,78 m (−0,6 m/s), 25. Oktober 2011 in Guadalajara
  - Weitsprung (Halle): 7,10 m, 23. Februar 2010 in Santiago de Chile
- Dreisprung: 13,93 m (−0,4 m/s), 6. Mai 2011 in Lima